# Marlon Langeland
Marlon Lageland (Oslo, 1º luglio 1999) è un attore norvegese. È noto per aver interpretato Jonas Noah Vasquez nella webserie Skam.

## Biografia

### Infanzia e adolescenza
Quando aveva 5 anni, sua madre ha aperto una scuola di teatro, Lageland si è unito alla scuola, sia come studente che assistente della madre. Ha partecipato in alcuni cortometraggi realizzati dalla scuola e ha recitato in alcune pubblicità, prima di ottenere la parte di Jonas in Skam. Durante un'intervista ha spiegato che non si era preparato per il provino, era andato lì per divertimento. Uno dei suoi hobby durante l'infanzia era lo skate. Ha partecipato nella costruzione dello skatepark di Jordal. Per due volte ha partecipato al Campionato Norvegese di skateboard.

### Vita adulta e progetti futuri
Nell'autunno 2021 ha iniziato a studiare Lingue Europee all'Università di Oslo, specialmente Spagnolo e altre lingue romanze.
Ha un lavoro part-time ad una scuola elementare. Inoltre, alcune volte insegna skateboard ai bambini che abitano nel vicinato. Ha confessato che ha avuto difficoltà a trovare opportunità di lavoro a causa del COVID-19 ma nonostante ciò continua a lavorare a progetti legati all'arte che comprendono scrivere, musica, disegnare o recitare.

## Filmografia[1]

### Cinema
- Liker Stilen, regia di Bendik Kaltenborn - cortometraggio (2020)
- Clue: Maltesergåten, regia di Thale Persen (2021)
- Ulven, regia di Adel Khan Farooq e Shan Qureshi (2021)
- Cockroaches, regia di Adel Khan Farooq - cortometraggio (2022)
- DIBS, regia di Liv Ingrid Bakke - cortometraggio (2022)

### Televisione
- Barnas superjul – serie TV, episodio 1x10 (2007)
- Skam – webserie, 31 episodi (2015-2017)
- Aber Bergen – serie TV, episodi 3x01-3x02 (2018)
- Twin – serie TV, 8 episodi (2019)

### Documentari
- Marlon's Journey (2017)[5]

## Documentario con Norwegian Refugee Council
Nel 2017 Lageland è stato contattato da Save The Children per registrare un monologo in cui racconta la storia di un giovane rifugiato che vive in Norvegia. Ha ritenuto un feedback positivo. Poiché i giovani rifugiati si ritrovano in una situazione difficile, il Norwegian Refugee Council ha deciso di produrre un documentario in cui viene raccontata la loro storia. Durante l'intervista con darkusmagazine, ha raccontato che sua nonna ha abbandonato il Cile per rifugiarsi in Norvegia, nel 1973 e per questo si è sentito responsabile di raccontare la storia dei rifugiati.
Per questo progetto ha visitato il Congo, la Colombia e il Libano.